# Falanga (organizacja)
Falanga – skrajnie prawicowa i skrajnie nacjonalistyczna polska organizacja, założona w styczniu 2009, której założycielem i liderem jest były koordynator mazowieckich struktur ONR Bartosz Bekier. Grupa określana jest jako neofaszystowska, narodowo-bolszewicka, ekstremistyczna i terrorystyczna.

## Historia
W 2009 organizacja Falanga została zawiązana na bazie struktur Brygady Mazowieckiej Obozu Narodowo-Radykalnego przez Bartosza Bekiera, jej dotychczasowego koordynatora, po tym jak poróżnił się z ówczesnym liderem ONR Przemysławem Holocherem i odszedł ze stowarzyszenia.

### Misja do Syrii
W czerwcu 2013 roku Falanga rozpoczęła misję w ogarniętej wojną domową Syrii, angażując się po stronie sił rządowych prezydenta Baszszara Al-Asada. Jej przedstawiciele spotkali się m.in. z premierem Wa’ilem Al-Halkim, Wielkim Muftim Syrii, wiceministrem spraw zagranicznych, chrześcijańskimi duchownymi, żołnierzami sił rządowych i bojownikami Hezbollahu oraz przedstawicielami Syryjskiej Partii Socjal-Nacjonalistycznej.

### Wizyta w Donbasie
W 2014 Falanga w trakcie misji na wschodniej Ukrainie udzieliła oficjalnego poparcia dla separatystycznej Donieckiej Republiki Ludowej oraz Ługańskiej Republiki Ludowej w Donbasie. Lider Falangi spotkał się także wtedy z premierem Donieckiej Republiki Ludowej Denisem Puszylinem. Następnie w październiku 2014 członkowie organizacji zostali zatrzymani przez Państwową Służbę Graniczną Ukrainy i otrzymali trzyletni zakaz wjazdu na terytorium państwa ukraińskiego.

### Sojusz z partią Zmiana
W lutym 2015 Falanga oficjalnie dołączyła do tworzących się wówczas struktur prorosyjskiej partii Zmiana, którą próbował zakładać były poseł i rzecznik Samoobrony dr Mateusz Piskorski. Bartosz Bekier został wtedy wiceszefem Zmiany, a krakowski członek organizacji Falanga Michał Prokopowicz jej małopolskim koordynatorem regionalnym oraz ekspertem ds. bezpieczeństwa. W lutym 2016 odbyła się manifestacja pod ambasadą Izraela w Warszawie z udziałem członków Falangi i Zmiany. Obecni byli wtedy m.in. wiceprzewodniczący partii Zmiana Nabil al-Malazi (Syryjczyk zamieszkały w Polsce od czasów PRL) oraz lider Falangi Bartosz Bekier, który zadeklarował wtedy wsparcie swojej organizacji dla SSNP i Hezbollahu (uznawanego przez wiele państw i organizacji, w tym: USA, Wielką Brytanię, Izrael i UE, za organizację terrorystyczną).
2 maja 2016 Bartosz Bekier opublikował oświadczenie o odejściu z partii Zmiana. 18 maja 2016 (zaledwie 16 dni później) doszło do zatrzymania jej lidera Mateusza Piskorskiego przez funkcjonariuszy Agencji Bezpieczeństwa Wewnętrznego, któremu następnie przedstawiono zarzuty szpiegostwa na rzecz wywiadów Rosji i Chin.

### Udział w ćwiczeniach NATO „Anakonda-16”
W czerwcu 2016 Michał Prokopowicz oraz związani z nim i z organizacją Falanga członkowie krakowskiego Stowarzyszenia Jednostka Strzelecka 2039 wzięli udział w międzynarodowych ćwiczeniach NATO „Anakonda-16”. Ministerstwo Obrony Narodowej następnie oficjalnie zaprzeczyło, by miało zaprosić członków Falangi na te manewry wojskowe. Jednak oficjalnie o ich udziale powiadamiali sami członkowie SJS 2039, a informacja o uczestnictwie grup „Strzelca” pojawiła się na stronie MON poświęconej NATOwskim ćwiczeniom. We wrześniu 2016 były funkcjonariusz Agencji Wywiadu Michał Rybak określił ten stan rzeczy jako błąd systemu.

### Incydent w Użhorodzie
4 lutego 2018 w miejscowości Użhorod na Ukrainie doszło do próby podpalenia ośrodka mniejszości węgierskiej. Pod koniec lutego 2018 Służba Bezpieczeństwa Ukrainy oświadczyła, że za wydarzenie odpowiedzialnych jest kilku członków Falangi, którzy działali na polecenie rosyjskich służb specjalnych. W dniach 21–22 lutego 2018 zostali oni zatrzymani przez ABW. 24 lutego 2018 Bartosz Bekier oficjalnie zaprzeczył, że organizacja Falanga jest odpowiedzialna za ten incydent. W styczniu 2019 kilku byłych już członków organizacji Falanga usłyszało przed krakowskim sądem zarzuty o popełnienie czynu o charakterze terrorystycznym. Zdaniem prokuratury operacja miała na celu zakłócenie ustroju Ukrainy i pogłębienia podziałów narodowościowych pomiędzy Ukraińcami i Węgrami.
23 marca 2020 zapadł w tej sprawie nieprawomocny wyrok. Krakowski sąd rejonowy przychylił się w nim do stanowiska prokuratury, że przestępstwo miało charakter terrorystyczny, uznał wszystkich oskarżonych za winnych zarzucanych im działań i skazał organizatora podpalenia – Michała Prokopowicza na karę 3 lat pozbawienia wolności, a wykonawców na odpowiednio: 1 rok więzienia i 2 lata ograniczenia wolności. Żadna ze stron nie złożyła apelacji i wyrok się uprawomocnił.
W trakcie postępowania Michał Prokopowicz zeznał przed sądem, że zorganizowanie zamachu terrorystycznego zostało zlecone i sfinansowane przez niemieckiego dziennikarza Manuela Ochsenreitera, którego pełnomocnik zaprzeczył tej wersji wydarzeń. Po ujawnieniu tego zarzutu Ochsenreiter utracił stanowisko współpracownika posła AfD do Bundestagu Markusa Frohnmaiera i był przez następne kilka lat bezskutecznie poszukiwany przez polskie i niemieckie organy ścigania. Pojawiały się informacje, że przebywał w Rosji i w Maroku. W sierpniu 2021 r. władze i media rosyjskie ogłosiły, że Manuel Ochsenreiter umarł w Moskwie na atak serca.

### Zapowiedź konfliktów w Warszawie
W październiku 2020 w trakcie trwających już od ponad tygodnia masowych protestów przeciwko zaostrzeniu przepisów dotyczących aborcji w Polsce, na stronie głównej portalu Onet.pl ukazał się wywiad z Bartoszem Bekierem, w którym padło stwierdzenie, że w pierwszym tygodniu listopada 2020 w Warszawie ma się pojawić około 10 tys. narodowców, a ⅓ do połowy z nich jest przeszkolona z taktyki walki oraz że według szefa Falangi istnieje duże zagrożenie, że dojdzie do fizycznej konfrontacji.
Publikacja tego wywiadu wywołała liczne głosy oburzenia i potępienia ze strony internautów, dziennikarzy i polityków, zaś specjaliści szacowali liczebność samej Falangi na mniej niż 100 osób.
Wieczorem tego samego dnia odbyła się wielotysięczna demonstracja, w ramach której 37 osób zostało zatrzymanych przez Policję, a spośród nich 35 stanowili pseudokibice, którzy atakowali uczestników demonstracji.

### Śledztwo Prokuratury Generalnej Republiki Litewskiej
W grudniu 2024 były członek i koordynator Falangi na Pomorzu Alexander Norbert Koss ogłosił w mediach społecznościowych, że w poprzedzającym miesiącu złożył wniosek o nadanie mu statusu świadka koronnego i zawiadomił Prokuraturę Generalną Republiki Litewskiej ws. działalności i udziału w grupie antykonstytucyjnej składającej się z Bartosza Bekiera, innych byłych członków Falangi – Bartosza Kasprzaka i Michała Prokopowicza, a także z lidera partii Zmiana Mateusza Piskorskiego oraz publicysty tygodnika DoRzeczy Marcina Skalskiego. Grupa miała mieć na celu naruszenie bezpieczeństwa, suwerenności oraz integralności terytorialnej Litwy, a pierwotne śledztwo w sprawie jej prowokacji internetowej "Wileńska Republika Ludowa" zostało wszczęte już 4 lutego 2015. W początkowym okresie postępowania litewskim śledczym nie udało się ustalić kto jest za nią odpowiedzialny.

## Doktryna

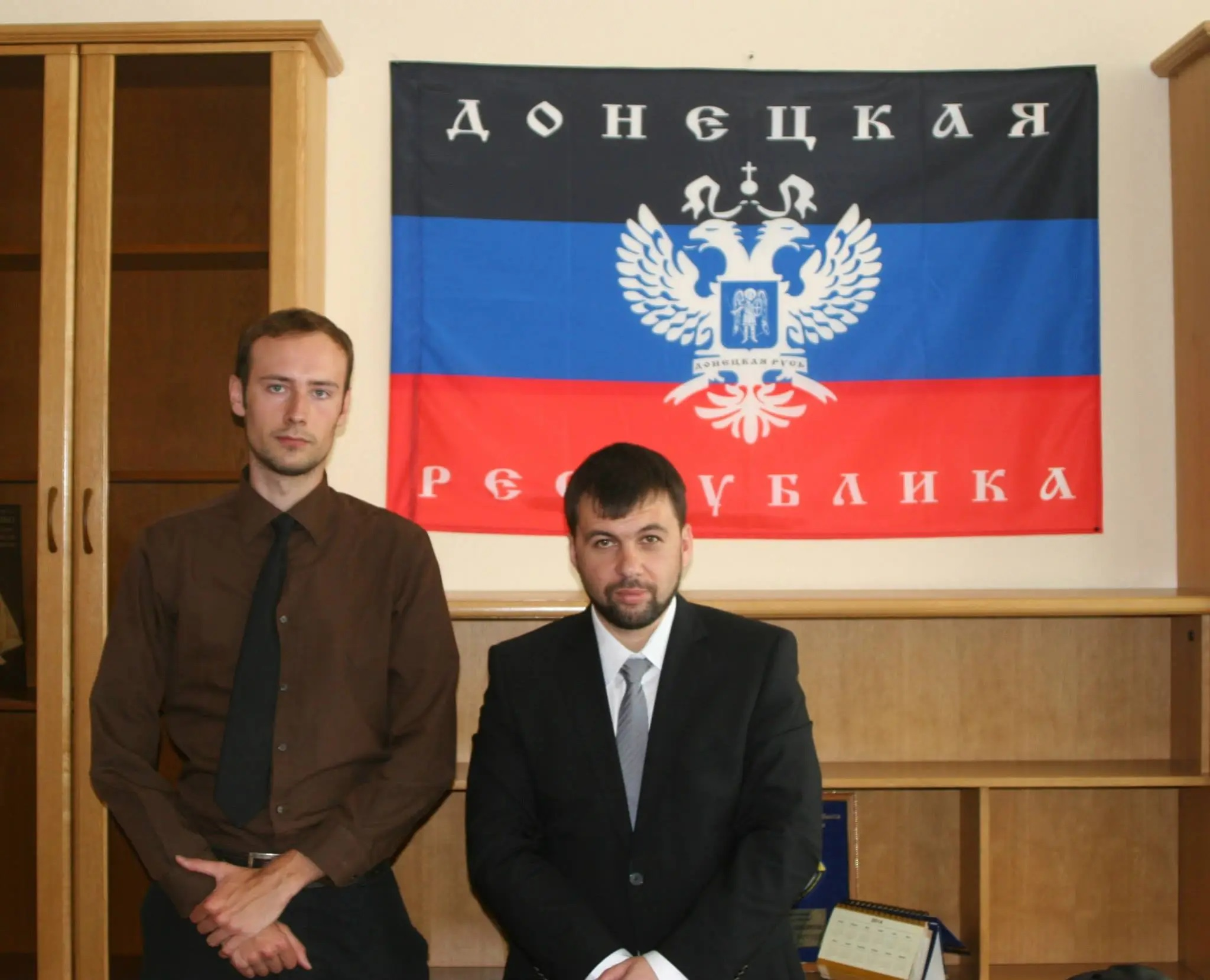
Bartosz Bekier z Falangi i Dienis Puszylin z ówczesnej tzw. Donieckiej Republiki Ludowej

Falanga w dużej mierze opiera swoją doktrynę na synkretycznej myśli eurazjatyckiej rosyjskiego geopolityka Aleksandra Dugina.
Organizacja postuluje m.in.:
1. Nacjonalizm i narodowy solidaryzm
2. Etatyzm i protekcjonizm gospodarczy
3. Antydemokratyzm i antyliberalizm
4. Militaryzm
5. Rewizjonizm terytorialny dawnych Kresów Wschodnich Rzeczypospolitej (w tym rozbiór Ukrainy przez Polskę, Węgry, Rumunię i Rosję)
6. Wystąpienie Polski z Unii Europejskiej i NATO
7. Antyamerykanizm i antysyjonizm
8. Ocieplenie i zacieśnienie relacji Polski z Federacją Rosyjską Władimira Putina, Republiką Białorusi Aleksandra Łukaszenki, Syryjską Republiką Arabską Baszszara al-Assada[2][13] i Islamską Republiką Iranu Ali Chameneiego
9. Zakaz publicznych parad równości przez środowiska LGBT
10. Sprzeciw wobec legalizacji wszelkich narkotyków (w tym miękkich)[67]

Grupa bywa określana jako narodowo-bolszewicka.

## Xportal
W 2005 środowiska Młodzieży Wszechpolskiej i UPR założyły portal internetowy Xportal, na którym Tomasz Maciejczuk prowadził Forum Młodzieży Prawicowej. W 2008 Bartosz Bekier wraz ze środowiskiem Falangi przejęli kontrolę nad domeną serwisu i następnie zaczęli zmieniać charakter Xportalu na proputinowski portal dezinformacyjny. Pod koniec lutego 2022, w kilka dni po rozpoczęciu inwazji Rosji na Ukrainę, serwer DNS Xportalu został przez polskie służby wyłączony.

## Krytyka
W niektórych opracowaniach naukowych, organizacja Falanga jest określana mianem organizacji terrorystycznej lub organizacji potencjalnie terrorystycznej.
W 2019 Komitet ds. Likwidacji Dyskryminacji Rasowej ONZ (CERD) przedstawił rekomendacje dla Rzeczypospolitej Polskiej w zakresie realizacji postanowień Międzynarodowej Konwencji z 1966 roku o dyskryminacji rasowej, w którym zażądał, by Polska zdelegalizowała między innymi Falangę.
Na polskiej scenie narodowej, konserwatywnej i prawicowej organizacja Falanga bywa także krytykowana za próby podejmowania współpracy ze środowiskami skrajnie lewicowymi, maoistycznymi i internacjonalistycznymi, takimi jak Organizacja Czerwonej Gwardii.